# Rokle Petrušino
Petrušinská rokle (rusky Петрушинская балка) nebo rokle smrti (rusky балка смерти z německého Todesschlucht) se nachází na předměstí přístavního města Taganrog v Rusku. Během okupace města Taganrog v ní německá armáda v letech 1941–1943 zavraždila 7 000 sovětských civilistů.

## Umístění

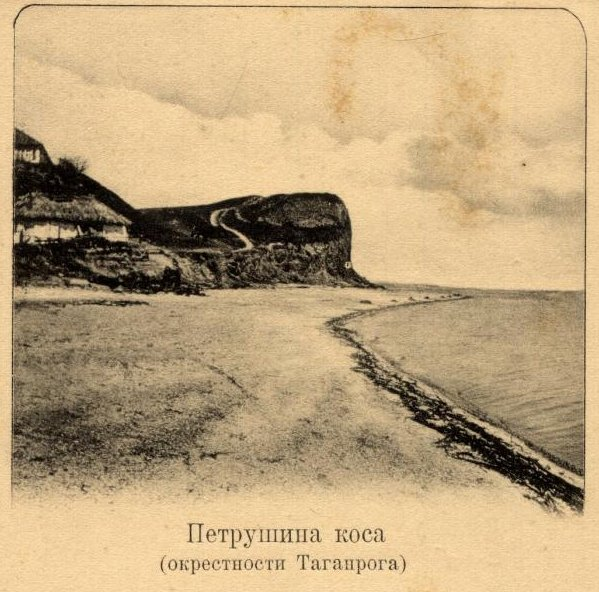
Petrušinská kosa na pohlednici z 19. století

Petrušino je vesnice u základů Petrušinské kosy, úzké písečné kosy v Taganrožském zálivu v Azovském moři na severozápadním předměstí města Taganrog. Petrušinská rokle je lom umístěný nedaleko sídla společnosti Berijev, který vznikl na začátku 20. století.

## Okupace města Taganrog
17. října 1941 přijely na předměstí Taganrogu tankové divize SS „Wiking“ a 1. tanková divize SS „Leibstandarte SS Adolf Hitler“ 1. tankové skupiny Wehrmachtu. Několik obrněných vozů se dostalo k přístavu a pálilo na dělové čluny „Krenkel“ a „Rostov-Don“ a na poslední transportní loď evakuující ženy a děti.
Rudá armáda opustila město 22. října 1941.

## Masakry
SS Einsatzgruppe Sonderkommando 10a vykonávalo systematickou genocidu taganrožských obyvatel od prvního dne okupace. Největší skupina obyvatel (staří muži, staré ženy, komunisté, Romové, Židé a osoby podezřelé z napomáhání taganrožskému odboji) byli odvezeni z Vladimirského náměstí v Taganrogu do vesnice Petrušino (nedaleko podniku Berijev). V Petrušinské rokli (Todesschlucht) byli zastřeleni.
Masakr v Taganrogu začal v rámci konečným řešením židovské otázky. Ortskommandant (místní velitel) vydal 22. října 1941 příkaz pro všechny Židy nosit znak Davidovy hvězdy a zaregistrovat se na místním velitelství (Ortskommandantur). Následovala výzva židovskému obyvatelstvu města Taganrog, kterou podepsal Ortskommandant Alberti. Výzva svolávala všechny Židy, aby se sešli 29. října 1941 v 8 hodin na Vladimirském náměstí, odkud měli být odvedeni do ghetta. Alberti vysvětlil nutnost takového opatření údajným nárůstem antisemitismu mezi místním obyvatelstvem. Německá policie a gestapo by prý lépe zvládla situaci, pokud by byli Židé odděleni v určité oblasti města:

Za účelem provedení tohoto nařízení se Židé obou pohlaví a všech věkových kategorií včetně židovských míšenců musí shromáždit ve středu 28. října 1941 v 8 hodin ráno na Vladimirském náměstí v Taganrogu. Všichni Židé musí mít dokumenty a odevzdat klíče od bytů a domů. Kartonové štítky s celými jmény a adresami musí být připevněny ke klíčům. Doporučujeme Židům, aby si s sebou vzali cennosti a hotovost… (výňatek)

Воззвание к еврейскому населению Таганрога

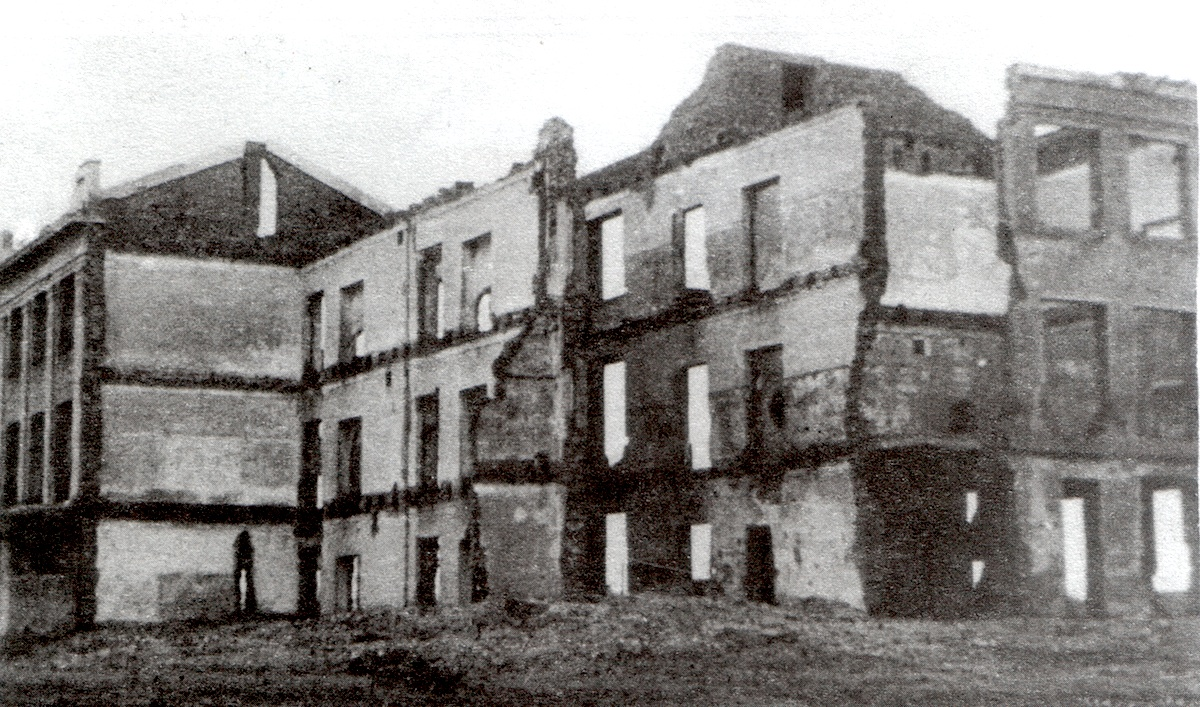
Zřícenina taganrožské školy č. 27 v roce 1943. Do této budovy se Židé přišli zaregistrovat před přesunem do Petrušinské rokle.

Všichni Židé města Taganrog (cca 2 500 lidí) se 29. října 1941 shromáždili na Vladimirském náměstí. Ihned byli zaregistrováni u budovy školy č. 27 a odvezeni nákladními vozy do Petrušinské rokle, kde je kolaboranti Schutzmannschaft pod kontrolou Einsatzgruppe D Otta Ohlendorfa zastřelili.
Čtrnáctiletý kluk Voloďa Kobrin (Владимир Моисеевич Кобрин) jako jediný z židovských dětí, které žily ve městě Taganrog v roce 1941, utekl jisté smrti a to díky pomoci různých lidí. O pomoc se především zasloužila Anna Michailovna Pokrovská, která obdržela 19. července 1996 ocenění Spravedlivý mezi národy z rukou prof. Alisy Shenar, velvyslankyně Izraele v Rusku.
21. srpna 1943, týden před osvobozením města Taganrog Rudou armádou, bylo zastřeleno 80 obyvatel (pracovníci, ženy a mladí lidé) na pobřeží Taganrožského zálivu na Petrušinské kose.

## Počet zavražděných
Odhady počtu zavražděných v Petrušinské rokli a Taganrogu během nacistické okupace se liší. Podle informací státního archivu bylo v rokli zastřeleno 7 000 obyvatel města (1 500 dětí různého věku). Mnoho moderních zdrojů však odhaduje počet obětí na 10 000 a více.

## Vyšetřování
Po osvobození Taganrogu 1. září 1943, byly masové vraždy v Petrušinské rokli veřejně odsouzeny. Tajemník taganrožského výboru komunistické strany Alexandr Zobov měl proslov před shromážděným obyvatelstvem. Lékařská komise povolila exhumaci 31 mrtvých těl.

## Památka
V srpnu roku 1945 byl umístěn na hrobu v „rokli smrti“ skromný obelisk. Práce na projektu ohromného pamětního komplexu začala v roce 1965. Na přelomu května a června v roce 1967 byl projekt zpracovaný architekty z Rostova na Donu vystaven pro veřejnost v taganrožském domu kultury. Ačkoli byl projekt přijat příznivě, nebyl realizován. Architekt Vladimir Pavlovič Gračov vytvořil další návrh, který byl částečně uskutečněn v roce 1973 ke 40. výročí osvobození města. Stéla je 18 metrů vysoká, ruka od ukazováčku k základu měří 4 metry. První navržené jméno bylo „Oběti“ (Жертвы), ale po několika diskuzích bylo změněno na „Bojovníci“ (Борцы).
Každoročně v den osvobození Taganrogu (30. srpna) místní úředníci místní samosprávy, pracovníci, váleční veteráni, přeživší nacistické okupace, studenti a duchovní navštěvují tento komplex, kde jsou připomínány události války..

## Galerie

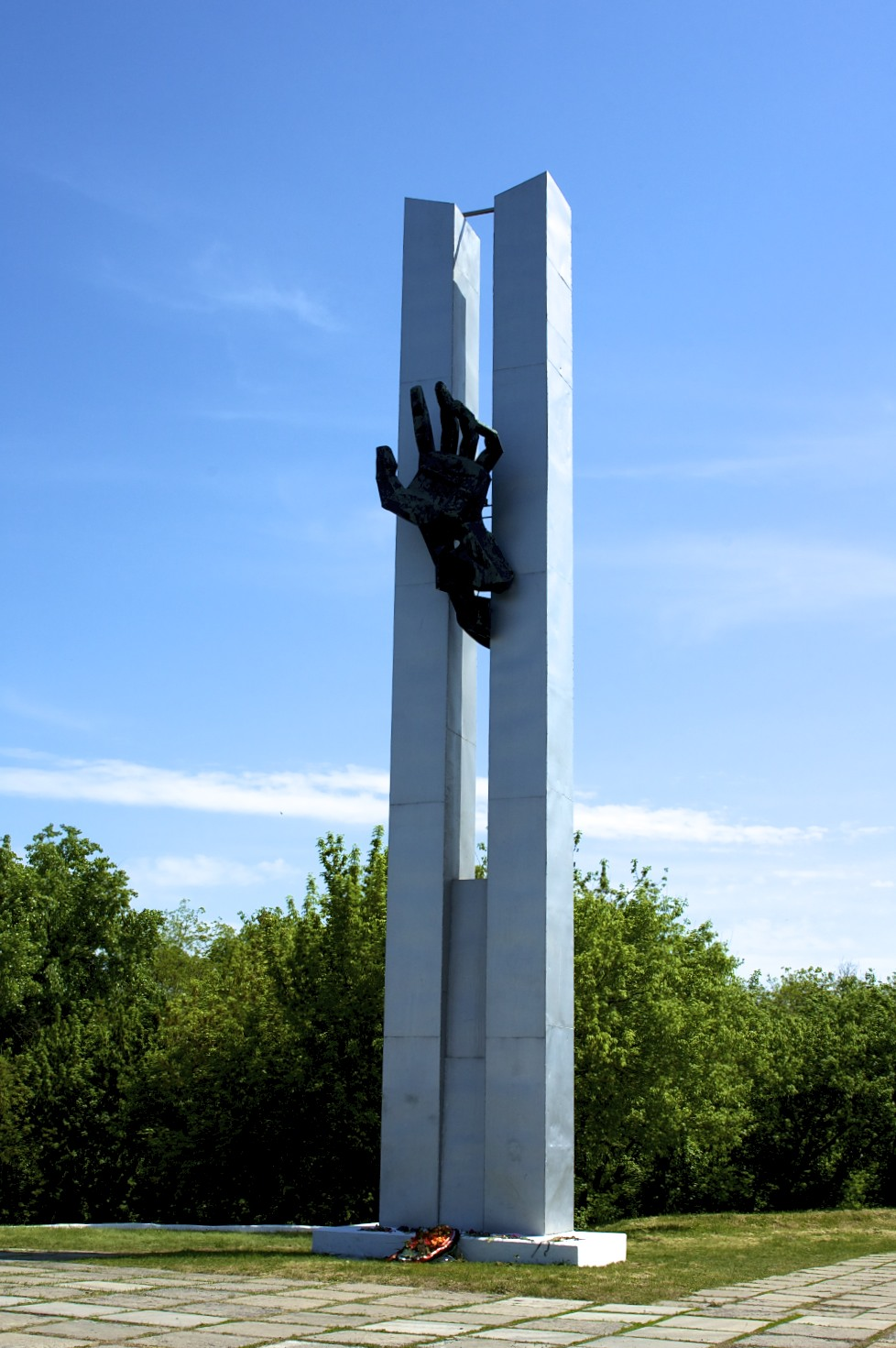
Monument "Bojovníci"
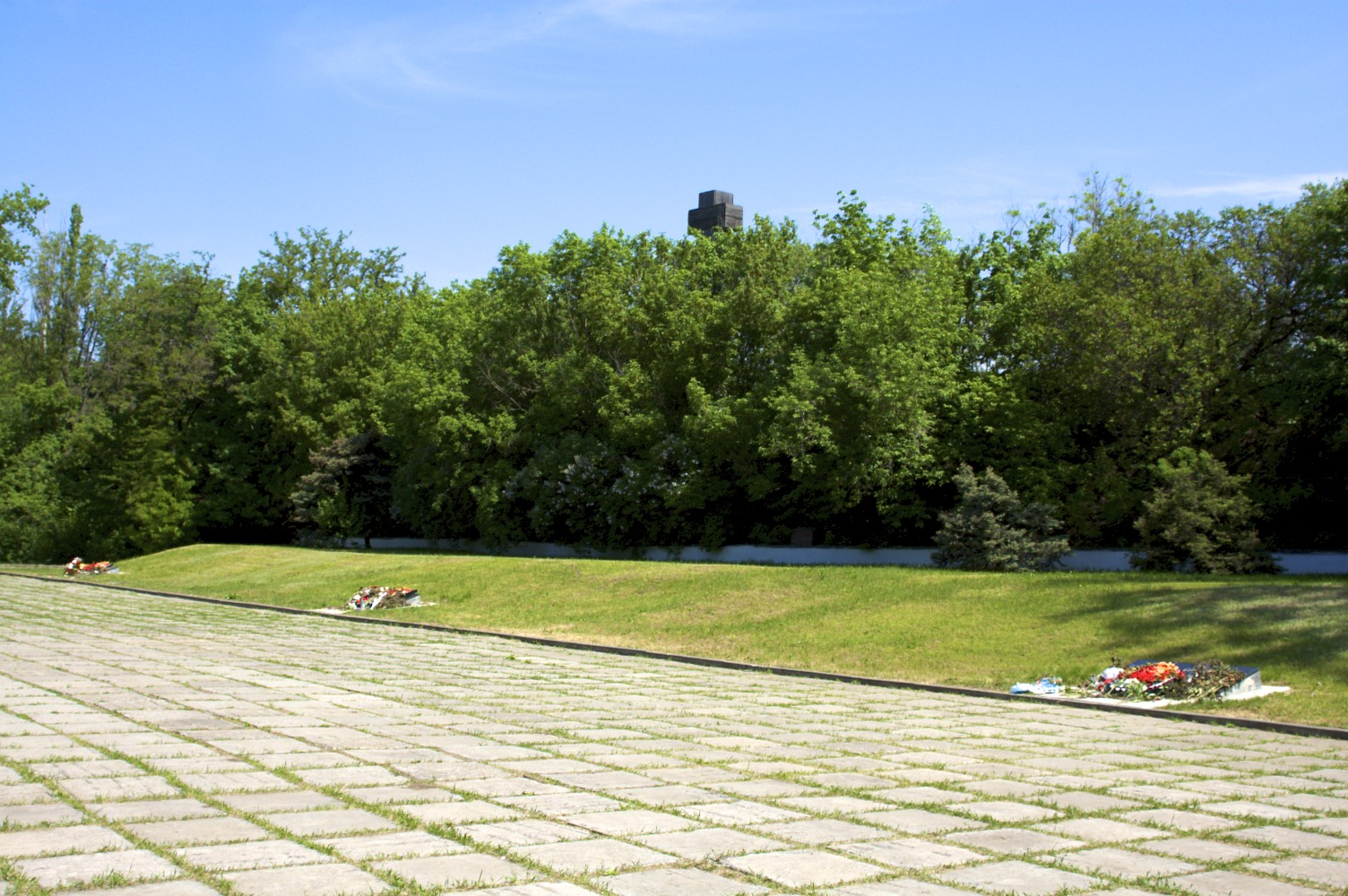
Výhled od pomníku.
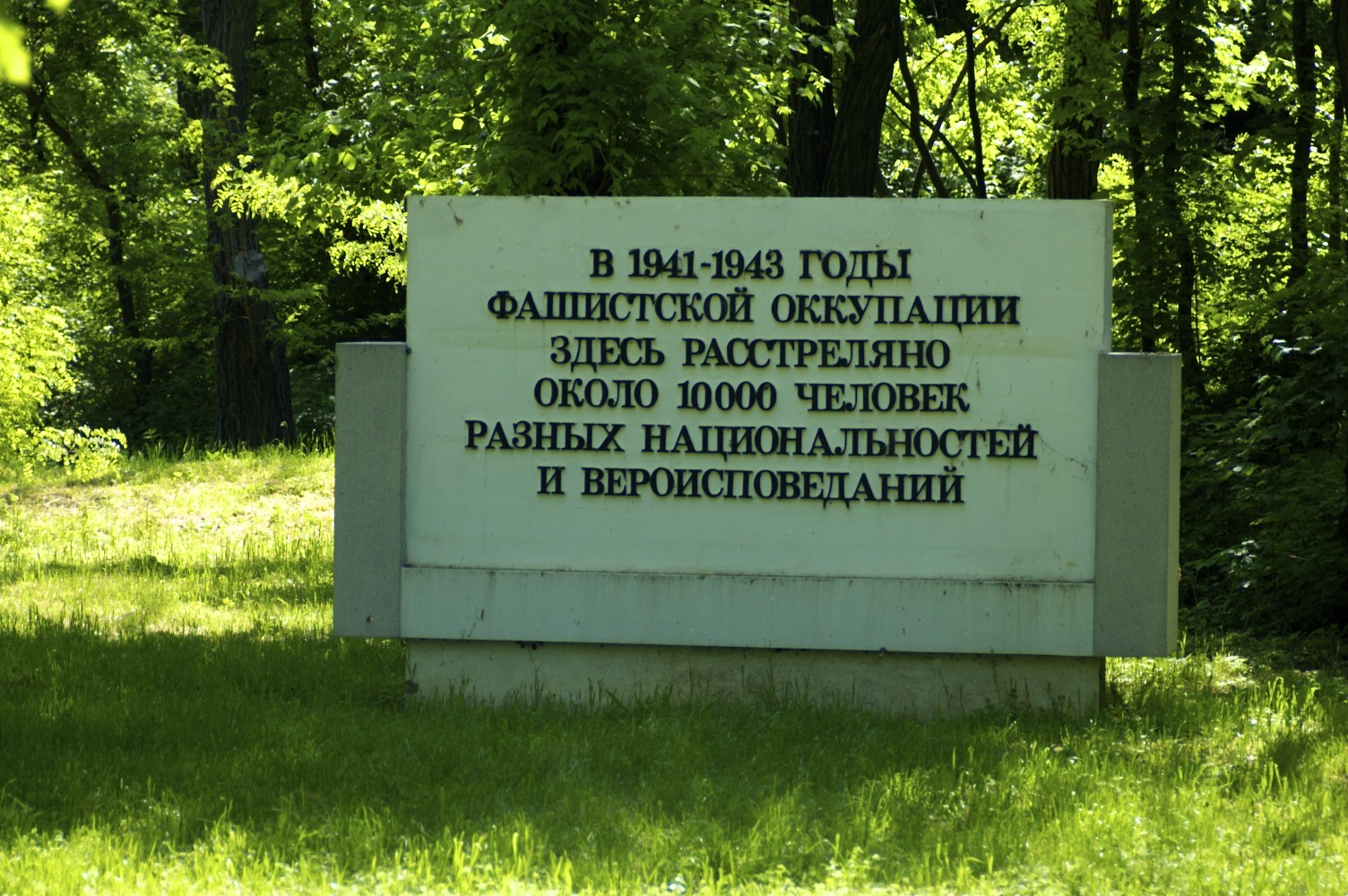
Pamětní kámen s nápisem „Během fašistické okupace zde bylo zastřeleno kolem 10 000 lidí různých národností a vyznání.“.
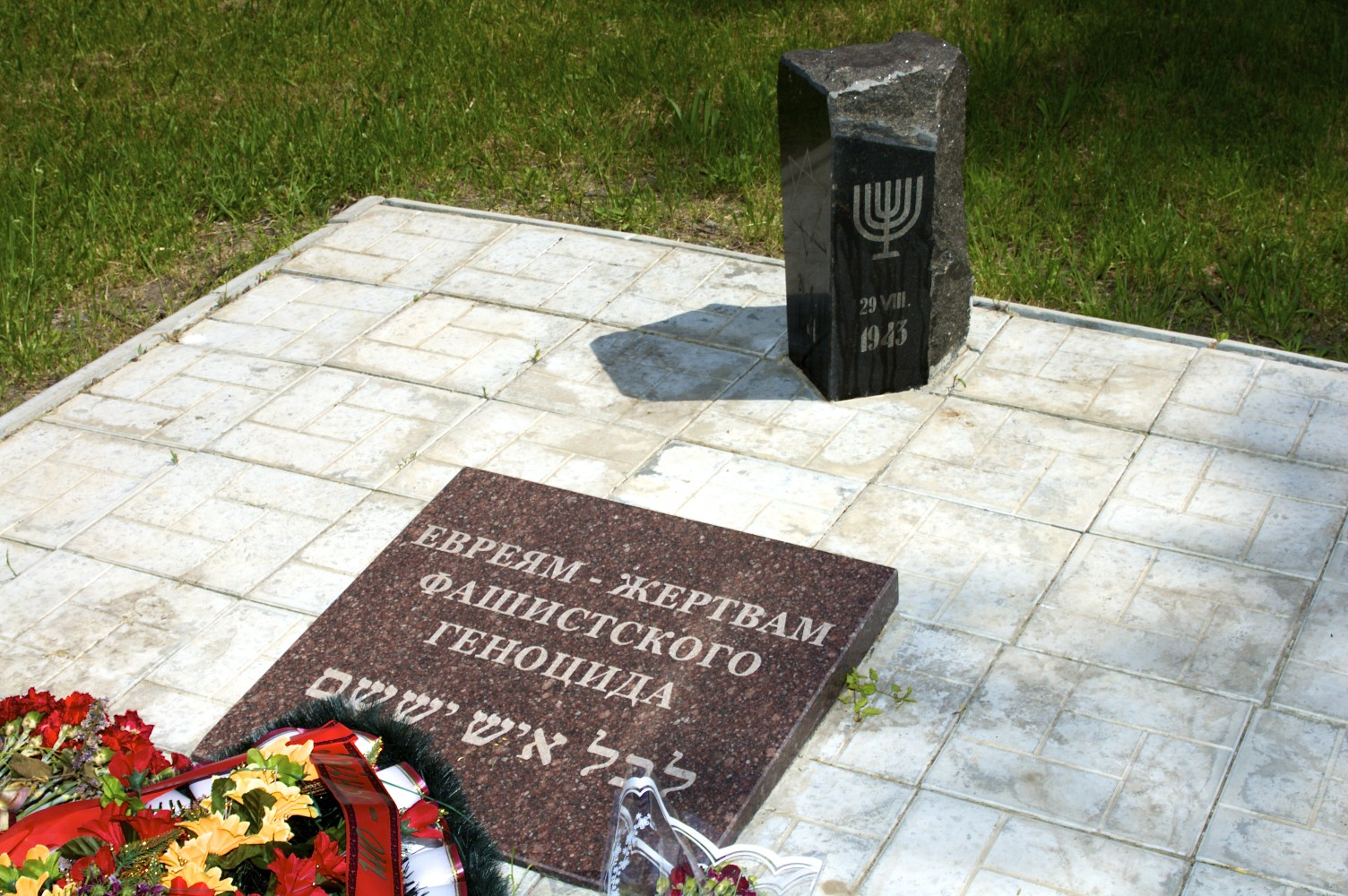
Pamětní deska Židů, kteří byli zavražděni v rokli smrti.
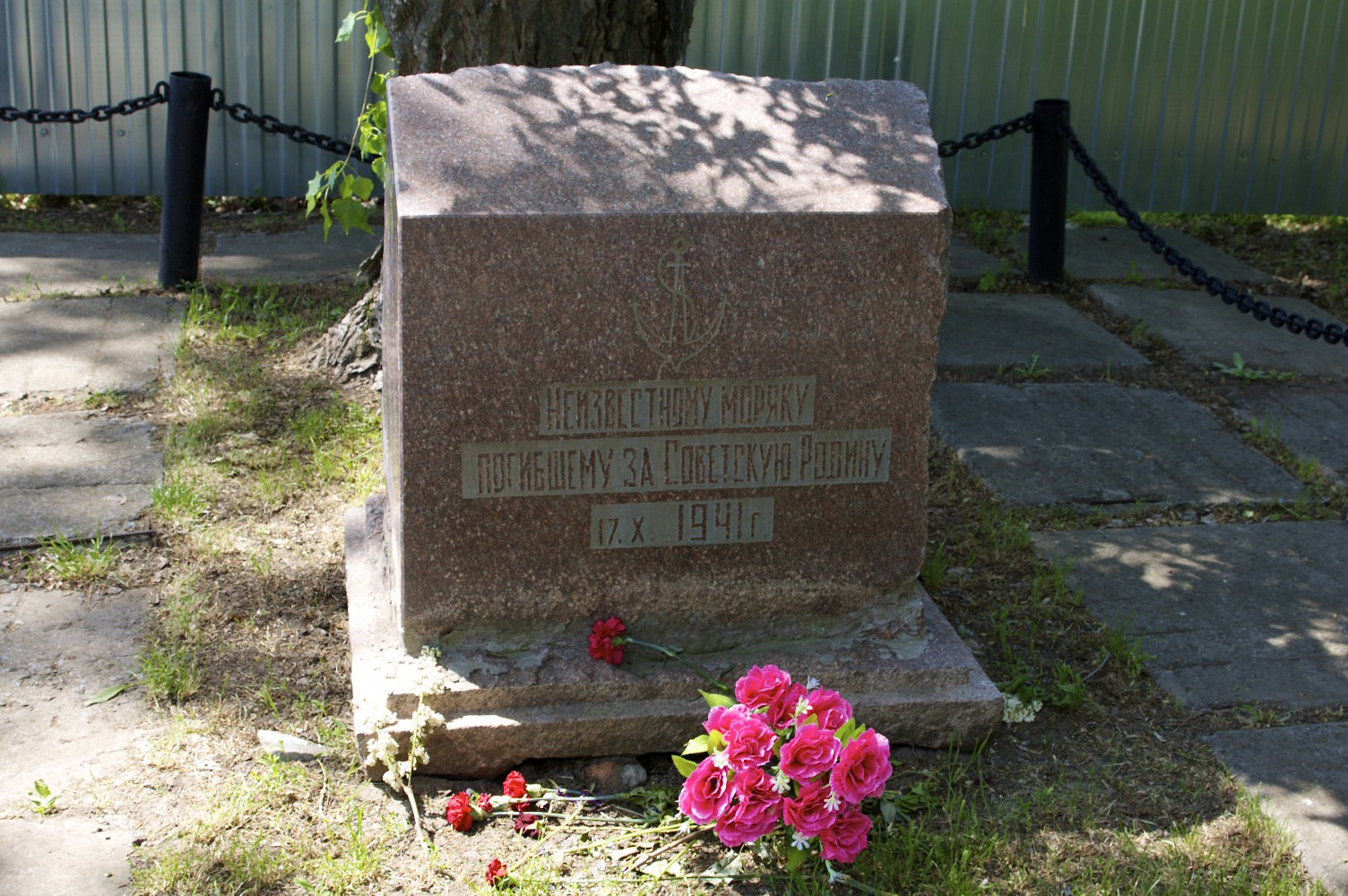
Památeční kámen neznámého námořníka.